# توتون‌ها

راهی که توتن‌ها و کیمبرها در کوچ خود درپیش گرفتند

توتُن‌ها (به آلمانی: teuton؛ نیاژرمنی: Þeudanōz) برپایهٔ نوشته‌های کهن تاریخ‌نگاران یونانی و رومی، ژرمن‌تبارانی بودند که در شبه‌جزیره یوتلاند (گوت‌لند) می‌زیسته‌اند. اگرچه برخی چنین می‌پندارند که وابستگی نژادی آن‌ها به آلمانی‌ها درست نیست. بر پایه نقشه بطلمیوس آن‌ها در شبه‌جزیره یوتلاند در دانمارک زندگی می‌کردند که با دیدگاه پوپنیوس ملا که زادگاه آن‌ها را در اسکاندیناوی می‌دانست همسو بود. به هر روی آن‌ها بر این باور بودند که نام توتون‌ها از گستره‌ای در شمال دانمارک به نام تی برگرفته شده‌است .
بیشتر از یک سده پیش از زایش مسیح بسیاری از توتون‌ها و تبارهای کیمبری به سوی جنوب و باختر دره رود دانوب کوچیدند. جایی که با جمهوری روم روبرو شدند. در سال‌های پایانی سده دوم پیش از میلاد گذر توتن‌ها و کیمبری‌ها از میان گُل‌ها‌ و یورش آن‌ها به رومی‌ها در ایتالیا نگاشته شده‌است. پس از چندین پیروزی پشت سر هم برای ارتش یورش آورنده ٬کیمبری و توتن ارتش‌های خود را از هم جدا کردند و پس از آن جداگانه از گایوس ماریوس سردار رومی در ۱۰۱ و ۱۰۲ سال پیش از میلاد شکست خوردند. پس از شکست توتون‌ها پادشاه آن‌ها به زنجیر کشیده می‌شود و همه زنان دربند شده آن‌ها خودکشی می‌کنند. از این رخداد در افسانه‌های رومی نیز به پاس دلاوری ستودنی آن‌ها بدست ژِروم یاد شده‌است. گفته شده که ۳۰۰ تن از زنان شوهردار توتون که به بردگی رومی‌ها درآمده بودند پس از این که از پذیرش درخواست رومی‌ها سرباز می‌زنند برای رهایی از دست آن‌ها نخست کودکان کوچکشان را می‌کشند و سپس در شب با دست‌های خود همدیگر را خفه می‌کنند.

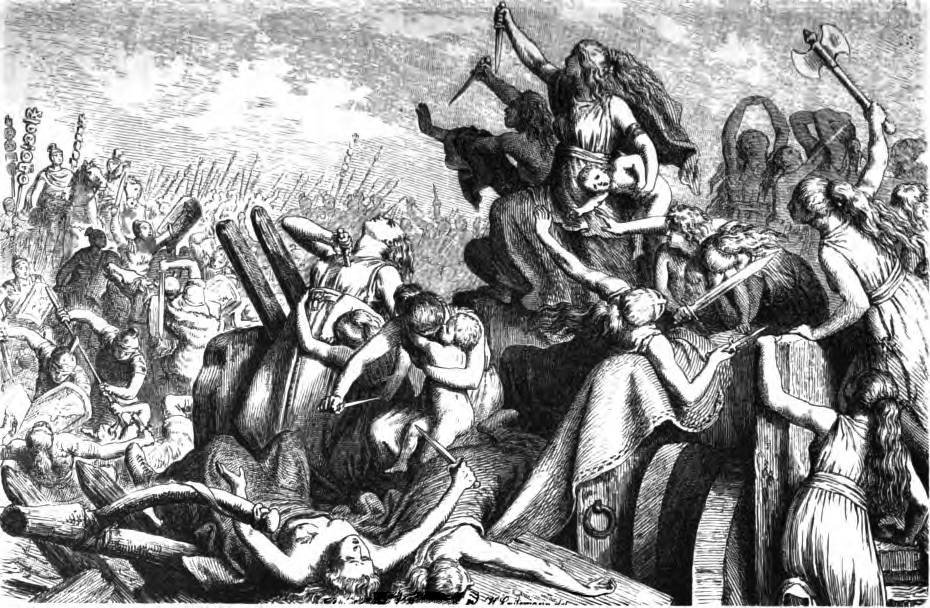
نگاره‌ای از پایداری زنان توتنی از واگن فورت ۱۸۸۲